# 10194 Tonygeorge
10194 Tonygeorge este o planetă minoră (asteroid), cu un diametru de 7,571 km, din centura de asteroizi. A fost descoperită pe 18 august 1996 la Observatorul Palomar de George R. Viscome⁠(d). 
Obiectul prezintă o orbită caracterizată de o semiaxă mare de 2,9862204 UAi, o excentricitate de 0,08, o înclinație de 9,80943 ° în raport cu ecliptica.